# Andrew Sean Greer
Andrew Sean Greer (Washington D. C., 5 de noviembre de 1970) es un novelista estadounidense, también escritor de cuentos. Greer recibió el Premio Pulitzer de Ficción 2018 por su novela Less.
Es autor de The Story of a Marriage, traducido al español como Historia de un Matrimonio, libro que The New York Times ha llamado una «novela inspirada y lírica», y The Confessions of Max Tivoli, que fue nombrado uno de los mejores libros de 2004 por el San Francisco Chronicle y recibió el premio California Book Award.

## Biografía
Andrew Sean Greer nació en noviembre de 1970 en Washington D.C., es hijo de dos científicos. Creció en Rockville, Maryland, y tiene un hermano gemelo idéntico. Se graduó de Georgetown Day School y de la Universidad Brown, donde estudió con Robert Coover y Edmund White, y se desempeñó como orador de graduación. Actualmente, vive a tiempo parcial en Italia. Greer enseñó en la Universidad Libre de Berlin y en el Iowa Writer's Workshop. Fue finalista del Premio von Rezzori por una obra traducida al italiano, así como una selección de Today Show, miembro del New York Public Library Cullman Center Fellow, y el NEA Fellow, es jurado del prestigioso National Book Award.

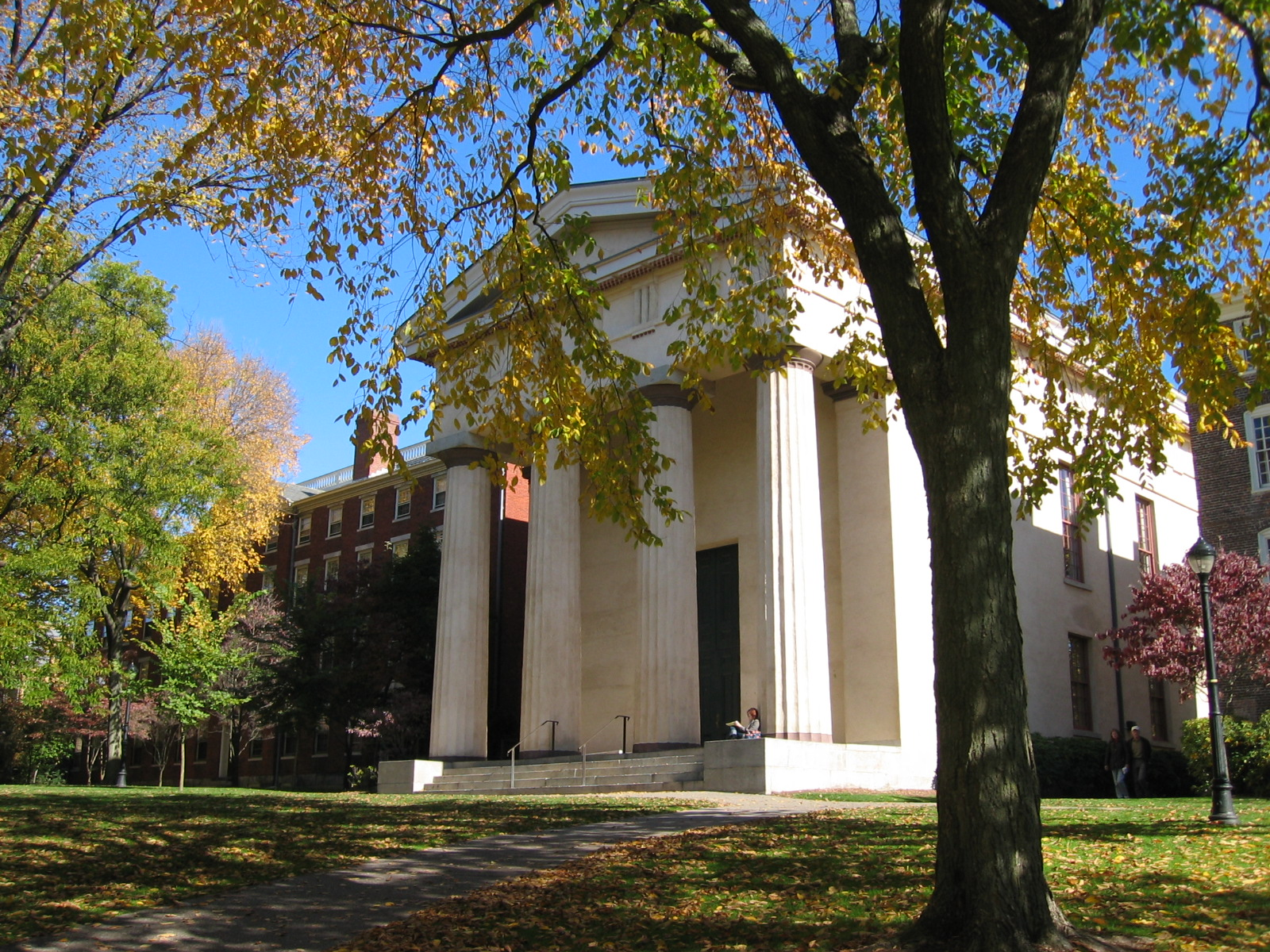
Manning Chapel, Brown University

## Obra literaria
Greer es autor de seis obras de ficción, y sus historias han aparecido en Esquire, The Paris Review, The New Yorker y otras publicaciones nacionales, y han sido antologizadas más recientemente en The Book of Other People y The PEN/O. Henry Prize Stories 2009.
Su tercer libro, The Confessions of Max Tivoli, fue lanzado en 2004; un artículo de John Updike en The New Yorker lo llamó "encantador, en el estilo perfumado y deslucido de desencanto llevado a la grandeza por Proust y Nabokov". Mitch Albom luego eligió The Confessions of Max Tivoli para el Today Show Book Club y pronto se convirtió en un éxito de ventas. La historia de un hombre que envejece al revés, se inspiró en la canción de Bob Dylan "My Back Pages". Aunque similar en el tema, no está relacionado ni con el cuento de Fitzgerald, ni con la película "El curioso caso de Benjamin Button".
El cuarto libro de Greer, Historia de un Matrimonio, se publicó en 2008.The New York Times dijo al respecto: "El señor Greer coreografía a la perfección una intrincada narración que habla auténticamente de los anhelos y deseos de sus personajes. Todo el tiempo nunca se aleja de la voz convincente y constante de Pearlie". The Washington Post lo calificó de "reflexivo, complejo y exquisitamente escrito".
The Impossible Lives of Greta Wells fue publicado en junio de 2013.
Su novela Less fue publicada en 2017 y recibió el Premio Pulitzer de Ficción 2018.

## Premios y reconocimientos
- Premio del libro del norte de California
- Premio del libro de California
- Premio de ficción Young Lions de la Biblioteca Pública de Nueva York
- Becas del National Endowment for the Arts y la Biblioteca Pública de Nueva York.
- O. Henry Award por el cuento, "Darkness".
- Premio Fernanda Pivano 2014 a la literatura estadounidense en Italia.
- Premio Pulitzer de Ficción 2018 por su novela Less.
- PEN Oakland Josephine Miles Literary Award 2018 por Less.

### Novelas
- The Path of Minor Planets: A Novel (2001) ISBN 9780312275563
- Las Confesiones de Max Tivoli (2004) ISBN 978-0-312-42381-0 (en español Ediciones Destino)
- Historias de un Matrimonio (2008)[22] ISBN 978-0-312-42828-0 (en español Publicaciones y Ediciones Salamandra)
- The Impossible Lives of Greta Wells (2013) ISBN 978-0-062-21378-5
- Less: A Novel (2017) ISBN 9780316316125[23] (en español Alianza Editorial)

### Cuentos de ficción
Colecciones
- How It Was for Me (cuentos) (2000) ISBN 978-0-312-24126-1

Cuentos
- It's a summer day - The New Yorker, 19 de junio de 2017